# Ernst Stiedenroth

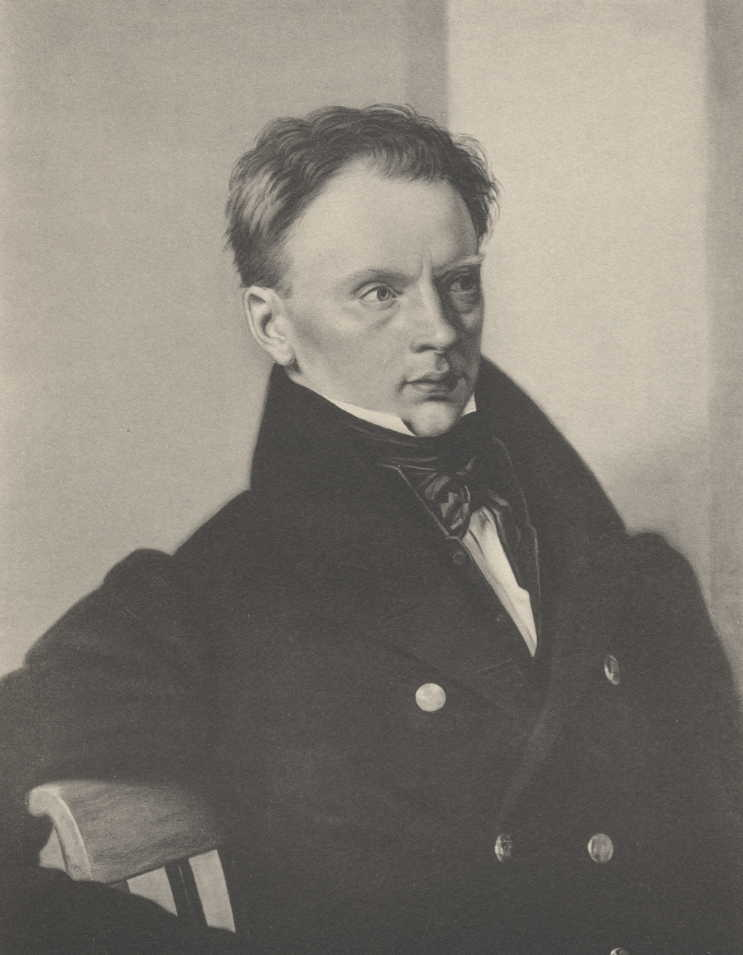
Ernst Stiedenroth im Jahre 1838

Ernst Stiedenroth (* 11. Mai 1794 in Hannover; † 3. Mai 1858 in Greifswald) war ein deutscher Philosoph.

## Leben
Ernst Stiedenroth begann mit 18 Jahren ein Studium der Theologie in Göttingen, wechselte jedoch dann zur Philosophie. Am 16. April 1816 wurde er zum Doktor promoviert und habilitierte ein Jahr später, um in Göttingen Vorlesungen halten zu können. Am 29. Mai 1819 ging er an die Universität in Berlin und hielt hier Vorlesungen zur Enzyklopädie und Geschichte der Philosophie, Logik, Psychologie und Pädagogik. Am 9. Mai 1825 wurde Stiedenroth als außerordentlicher Professor an die Universität Greifswald berufen. Nach dem Tod von Muhrbeck wurde er dort ordentlicher Professor der Philosophie.
Goethe schätzte Stiedenroths Schriften und erwähnt ihn lobend in seinen Schriften. Stiedenroth wird den Herbartianern zugerechnet.

## Werke
- Nova Spinozismi delineatio. Göttingen 1817.
- Theorie des Wissens mit Rücksicht auf den Skepticismus. Göttingen 1819.
- Die Psychologie zur Erklärung der Seelenerscheinungen. Berlin: Dümmler 1824.
- Lehrbuch der Psychologie. Greifswald 1828.